# Werner Ruhnau

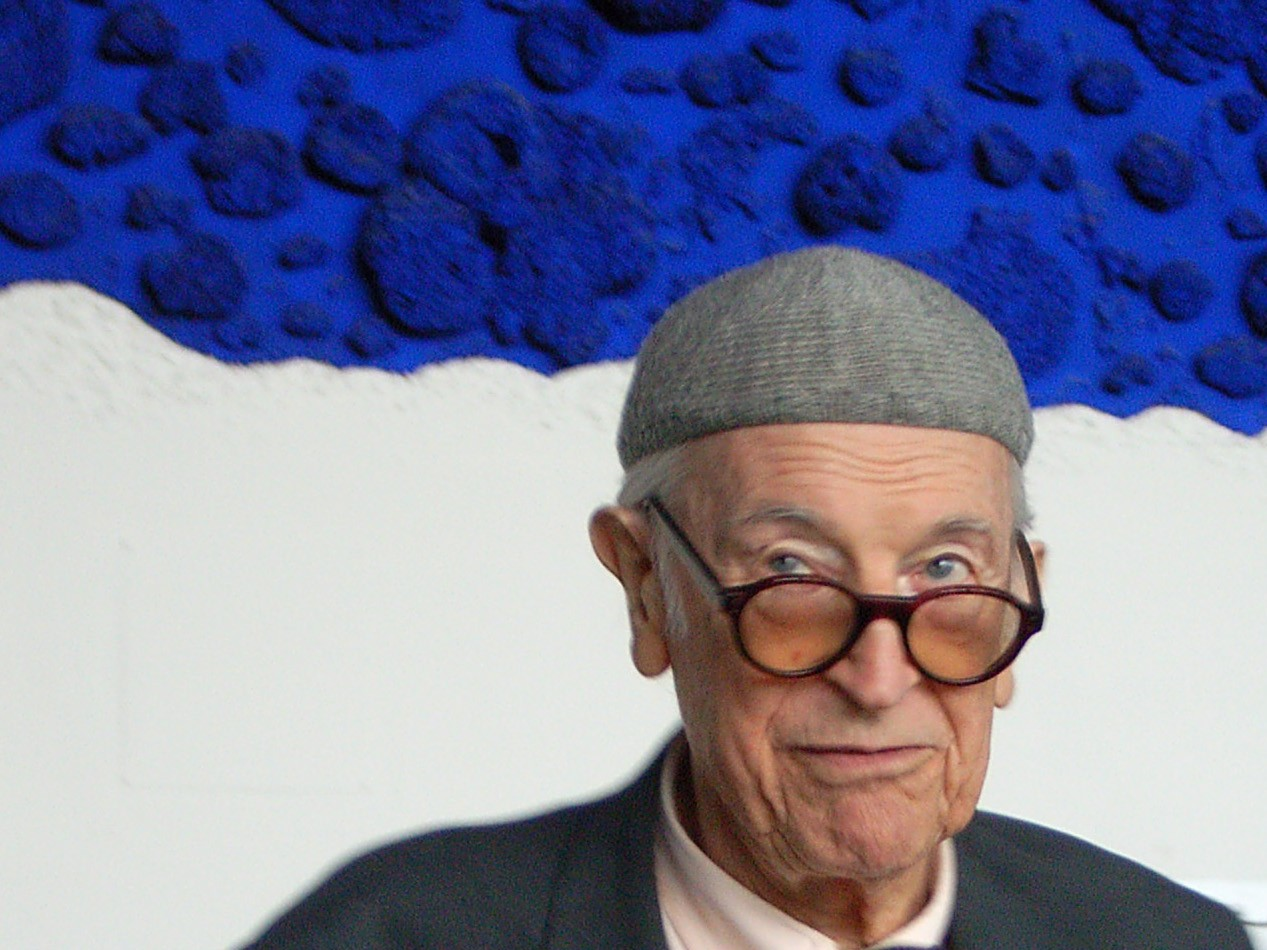
Werner Ruhnau (2007)

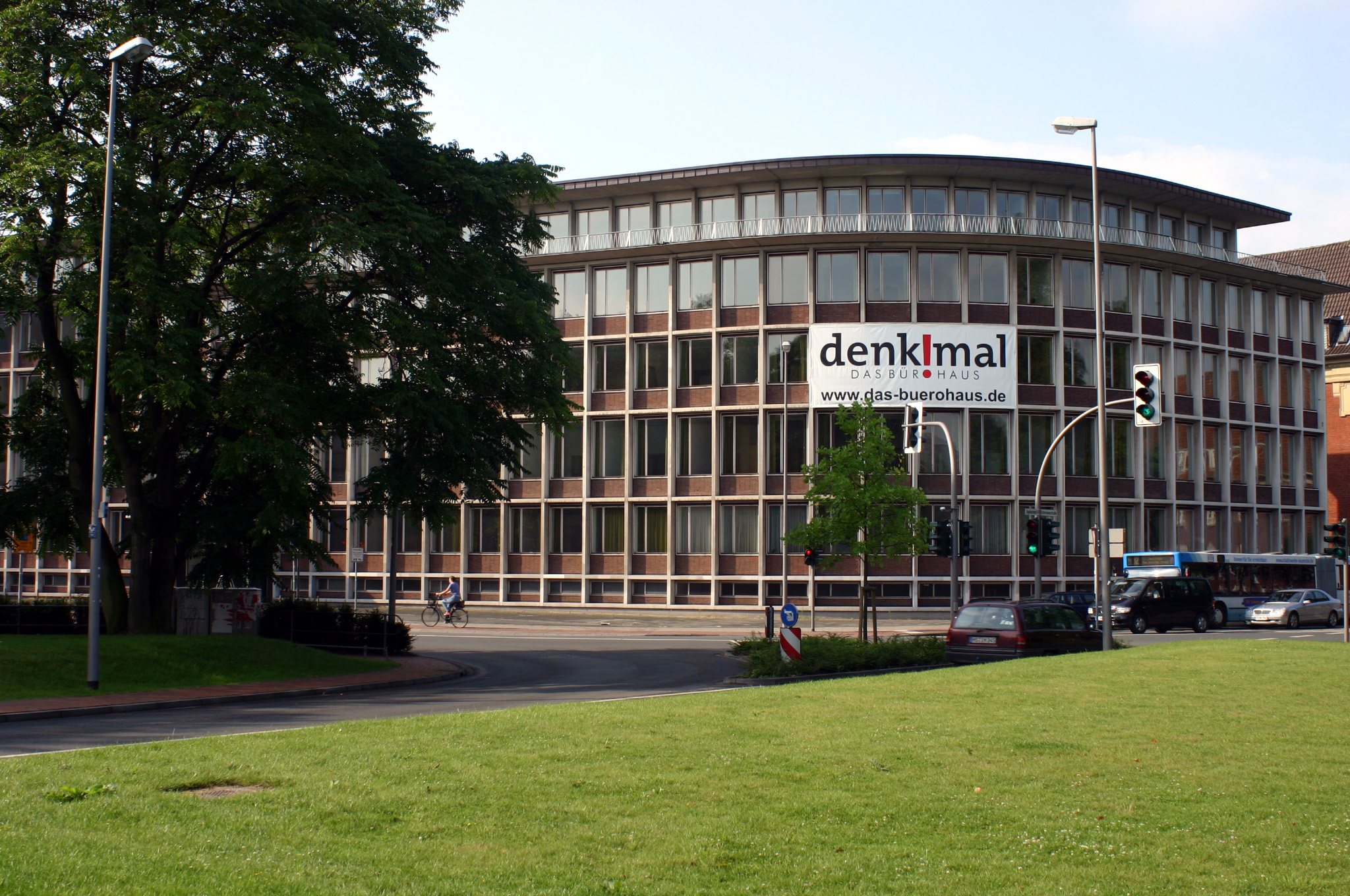
Landwirtschaftskammer Münster, 1951–1952 mit Hardt-Waltherr Hämer, (heute als Baudenkmal Büro- und Geschäftshaus)

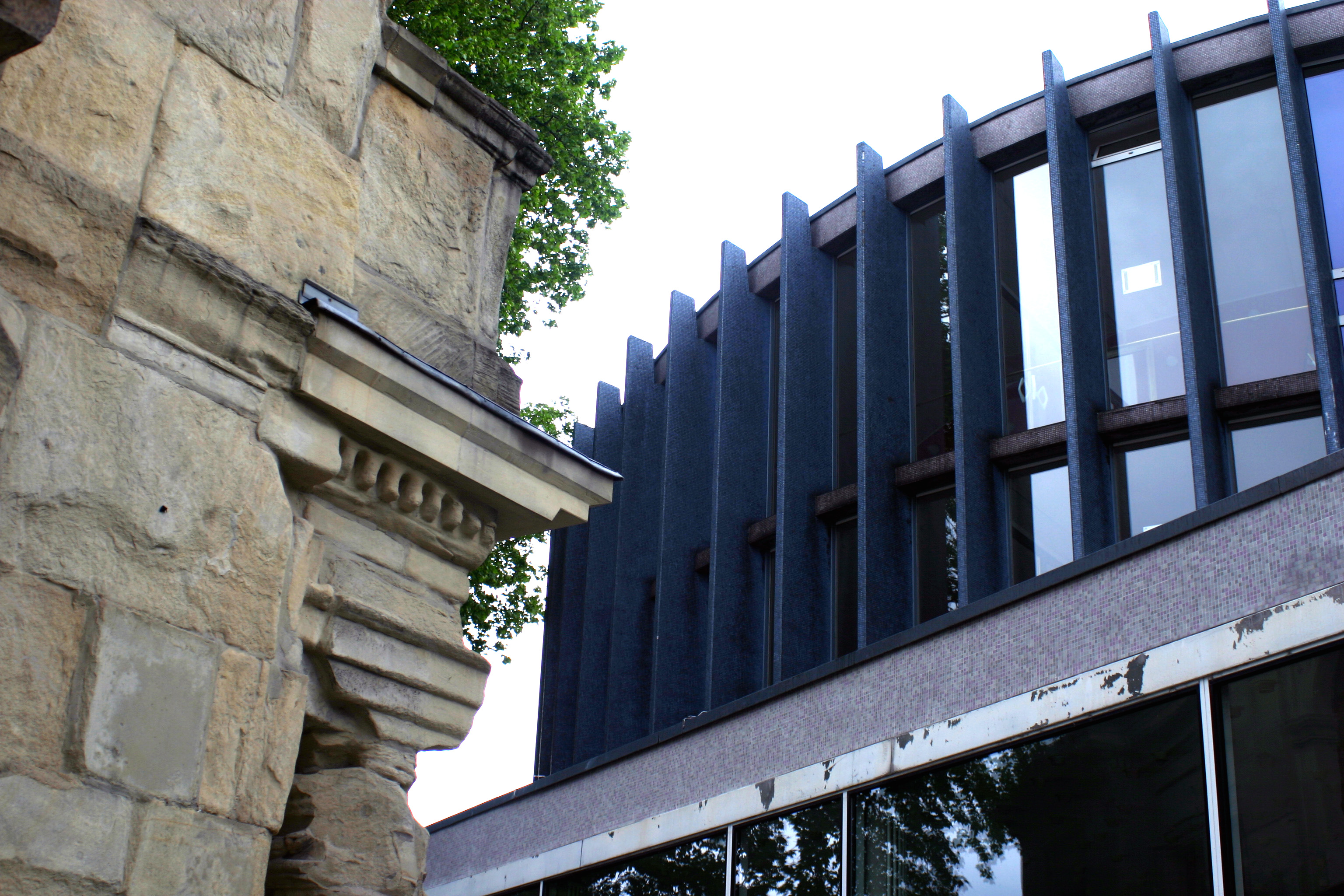
Theater Münster, 1952–1956 Architektenteam Münster

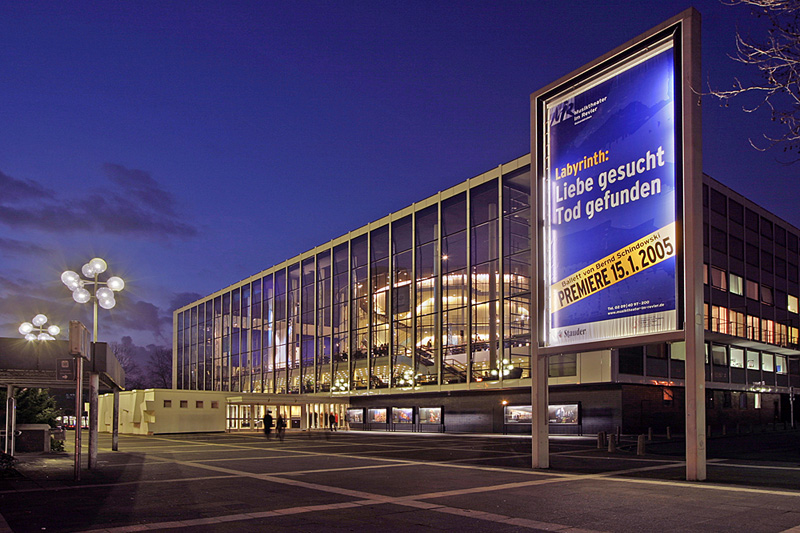
Das Musiktheater im Revier in Gelsenkirchen

Werner Ruhnau (* 11. April 1922 in Königsberg; † 6. März 2015 in Essen) war ein deutscher Architekt und Hochschullehrer.

## Leben
Werner Ruhnau studierte von 1941 bis 1950 an der Technischen Hochschule Danzig, der Technischen Hochschule Braunschweig und der Technischen Hochschule Karlsruhe; er schloss sein Studium als Diplom-Ingenieur ab. Während seiner Arbeit im Baubüro der Landwirtschaftskammer Münster (1950 bis 1952) wohnte Ruhnau teilweise auf Baustellen. Hier kam ihm die Idee einer Wiederbelebung der mittelalterlichen Bauhütte. Ab 1953 bildeten Werner Ruhnau, Max von Hausen, Ortwin Rave das Architektenteam im Baubüro der Landwirtschaftskammer, dem auch Harald Deilmann bis zum 1. September 1955 angehörte. Das Architektenteam Münster realisierte unter anderem das Stadttheater in Münster (Eröffnung am 4. Februar 1956) und gewann den Wettbewerb für das Musiktheater im Revier in Gelsenkirchen.
1956 gründete Ruhnau in Gelsenkirchen ein eigenes Büro und erhielt dort den Auftrag zum Bau des Musiktheaters. Gemeinsam mit den Künstlern Yves Klein, Paul Adams, Paul Dierkes, Norbert Kricke und Jean Tinguely schuf er mit diesem großen, vom Bauhaus beeinflussten Theaterbau seine wichtigste Arbeit. Hier setzten Ruhnau und die Künstlergruppe die Idee der Bauhütte in die Tat um. Man wohnte auf der Baustelle, Ingenieure und Künstler arbeiteten Hand in Hand.

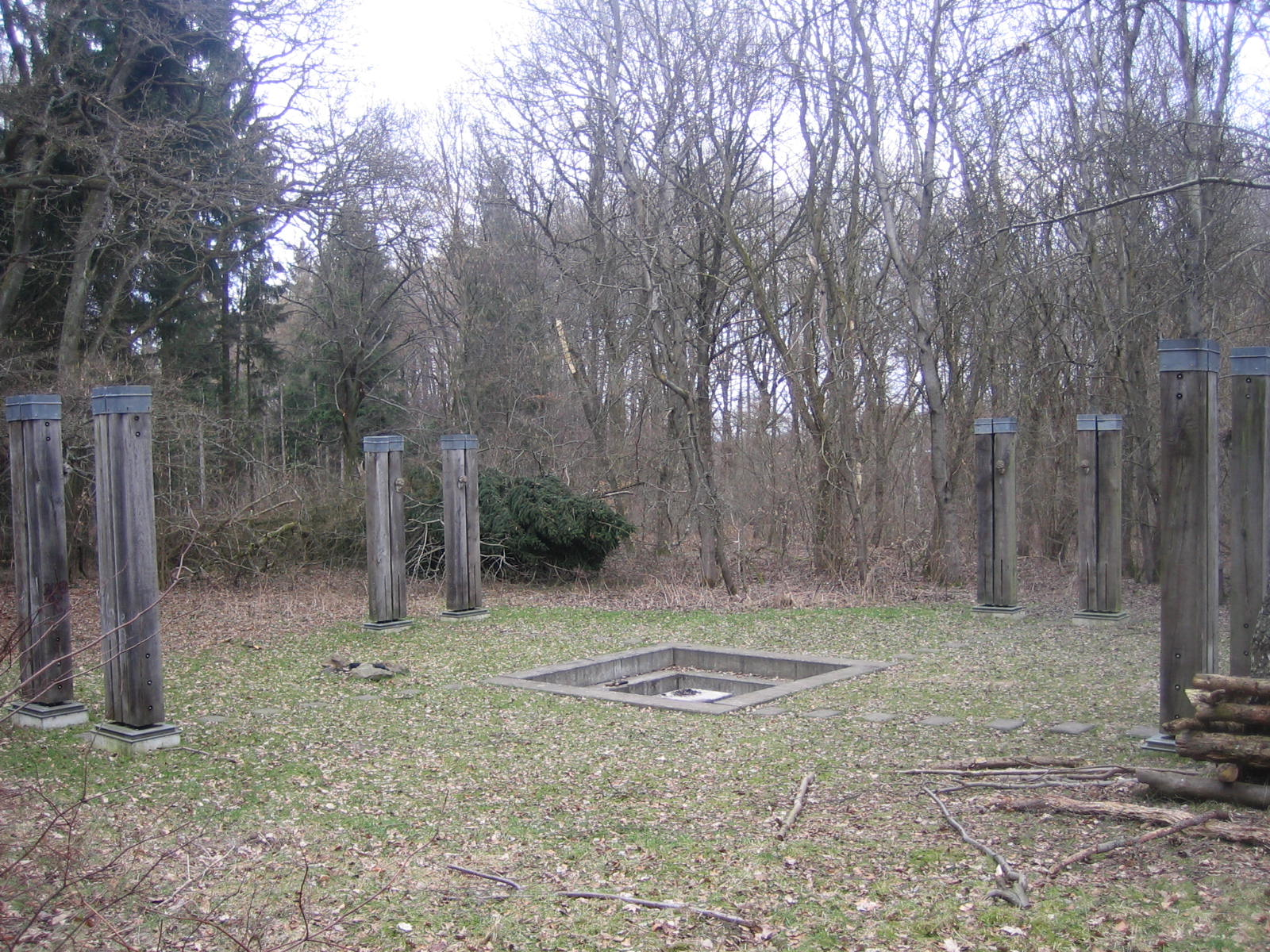
Grabstätte Werner Ruhnaus in der Künstler-Nekropole Kassel, 1995

Von 1965 bis 1967 hatte Ruhnau eine Professur an der Laval-Universität und der École d’Architecture de Montréal inne. Von 1971 bis 1972 lehrte er an der Universität Köln, Institut für Theaterwissenschaft. 1972 entwickelte Ruhnau für Karl Ludwig Schweisfurth das Großraumbüro der Firma Herta KG in Herten, in dem er Kunstwerke in die Gestaltung mit einbezog. Es wurden unter anderem Werke von Daniel Spoerri, Hugo Kükelhaus, Christo und die Installation Mit(H)ropa von Wolf Vostell im Großraumbüro ausgestellt. Er war Mitglied des Deutschen Werkbunds, zeitweise auch dessen Landesvorsitzender. Zurückgreifend auf die Ideen von Karl Ernst Osthaus, dem Begründer des Folkwang-Gedankens, und die Vorstellungen vom Erfahrungsfeld zur Entfaltung der Sinne von Hugo Kükelhaus, entwickelte Ruhnau z. B. in der stillgelegten Zeche Carl in Essen 1985 eine ihm eigene Festregie Sinnario, die auf die Vielfalt und Einheit der Künste abhebt. Werner Ruhnau arbeitete in den Jahren 2012 bis 2015 mit der Galeristin Inge Baecker und seinem Sohn dem Architekten Georg Ruhnau an der Realisierung eines Vostell-Museums, das in Marl entstehen sollte. Nachdem es in Marl nicht realisiert werden konnte, wurde es für Gelsenkirchen geplant. Auch dort kam es nicht zustande.

## Orden und Ehrungen
Für sein Engagement als Botschafter der Theaterarchitektur erhielt Ruhnau am 7. Juli 2012 das Verdienstkreuz 1. Klasse der Bundesrepublik Deutschland.
Der Bildhauer Peter Hohberger gestaltete ein Relief-Porträt des Architekten.
Testamentarisch hat sich Werner Ruhnau verpflichtet, sich in der Kasseler Künstler-Nekropole beerdigen zu lassen. Sein Grabmal mit dem Namen Spielraum schuf er bereits 1995.

## Projekte
- 1951–1952 Landwirtschaftskammer Münster mit Hardt-Waltherr Hämer
- 1952–1956: Stadttheater Münster (mit Harald Deilmann, Max von Hausen, Ortwin Rave)
- 1959: Musiktheater im Revier, Gelsenkirchen
- 1972: Großraumbüro der Firma Herta KG, Herten
- 1972: Olympische Spielstraße, München
- 1977: Modellschule, Remscheid (mit Busmann + Haberer, Manuel Reig)
- 1985: Wohnhaus Piltz, Düsseldorf (mit Horst Lerche)
- 1985: Verwaltungsgebäude der Flachglas AG, Gelsenkirchen (mit Adolf Luther)
- 1986: Werkbundsiedlung Oberhausen (mit Heinz Döhmen, Wolfgang Meisenheimer, Mirko Schul, Hanns Uelner, Richard Bödeker)
- 1990: Grillo-Theater in Essen: Umbau in ein variables Raumtheater, Reduktion von 670 auf 400 Plätze, Wiedereröffnung im September 1990
- 1995: Umbau des Theaters der Altmark, Stendal (u. a. zwei Podienklaviere mit Reihenpodien) (mit Leonardo Mosso und V. A. Wölfl)
- 1995: Grabmal Werner Ruhnau in der Nekropole Kassel (mit Jochen Leyendecker)
- 2002: Gedenkstätte Stadtwunde zum KZ-Außenlager Schwarze Poth in Essen